# Cot Situah
Cot Situah is een bestuurslaag in het regentschap Aceh Barat van de provincie Atjeh, Indonesië. Cot Situah telt 135 inwoners (volkstelling 2010).